# Rumänien i olympiska vinterspelen 1936
Rumänien deltog med 15 deltagare vid de olympiska vinterspelen 1936 i Garmisch-Partenkirchen. Ingen av landets deltagare erövrade någon medalj.